# サイボットロボッチ
『サイボット ロボッチ』は、石川賢と安藤豊弘の原作によるギャグアニメ。1982年10月7日から1983年6月29日まで、全39話がテレビ東京系列にて放送された（放送日はキー局でのもの。札幌テレビ放送や九州朝日放送など、系列外の計11局でも放送されていた）。

## 概要
物語の舞台は日本のどこかにあるという設定の片田舎、「山川村」。この村に住む自称・天才科学者の「Dr.デコ」が生み出したロボットの「ロボッチ」と、その周辺のキャラクター達（ロボッチのロボット仲間、村人達など）の日常を描いている。
第20話までは、山川村で起きる事件や話題に、産業スパイ3人組（ボス・ベン・ビル）が絡む話が多かった。第21話以降は、悪の天才科学者・ハイブローが繰り出すメカにロボッチが立体映像を実体化させて挑むという展開に大きく変わってゆく。

## 登場人物
登場キャラクターは大別して、「ロボット」「山川村の人々」「悪党」に分けられる。更に「ロボット」は「サイボット」「メカニマル」、「悪党」は「産業スパイ3人組」「ハイブロー一味」にそれぞれ分けられる。

### ロボット

#### サイボット
ロボッチ
声 - 佐久間なつみ
Dr.デコが作った少年型サイボット。クルミと一緒になる事が多い事から、小学5年生並みの知能を持つ。妄想癖があり、エッチでスカートめくりが好き。しかしハイブロー一味との戦いで、次第に正義感の強いサイボットとなっていく。欠点はガス漏れしやすい事と、コウモリの超音波。
普段装備している物は、頭からのプロペラやドリル、腕からのミサイル、胴体の立体映像つき記憶カメラ。特に立体映像は実体化させる事が可能で、ハイブロー一味との戦いの時に大いに役立った。
セキトリ
声 - 緒方賢一
力士型のサイボット。しかし肝心の相撲は非常に弱い。30話では初勝利し、感動の涙を流した（その時相手の力士が勢いでクルミのホットパンツを脱がしてしまった）。
タケドン
声 - 山田栄子
庭掃除人型サイボット。右手にチリトリ・ハタキ・ホウキ、左手に掃除機のノズルを装備している。小さなゴミも見逃さない。
オカメ
声 - 龍田直樹
家政婦型サイボット。その名の通りおかめの顔をしている。ポッポハウスの炊事を担当。「私より美人はいない」と思っている。
マトモ
声 - 川浪葉子
秀才少年型サイボットで、ロボッチの弟分。百科事典の知識が全部詰まっている。頭が重いので、すぐ倒れるのが欠点。
ブリッコ
声 - 三浦雅子
少女型サイボット。とにかくかわいこぶるのが特徴。うずらとほぼ同じ知能。
与作（よさく）
声 - 増岡弘
木こり型サイボット。両腕に斧を装備。足には吸盤があり、素早く木登りが出来る。
ゴサク
声 - 上田敏也
畑仕事人型サイボット。右手にスコップ、左手に鍬を装備。足はキャタピラになっている。
九作（くさく）
声 - たてかべ和也
肥え桶担ぎ人型サイボット。いつも肥え桶（これもサイボットで、コエA&コエBという）を担いでおり、外見が汚くてあまり近寄り難い。与作やゴサクと掛け合いするのが多い。
レーズンロッコ
幼児型サイボット。レーズンがエネルギーなので、いつもポケットに携帯している。
のぞ木（のぞき）
声 - たてかべ和也
木の幹型サイボット。その名の通り覗きが趣味で、いつもサチ子やクルミを覗いている。逃げ足も早い。

#### メカニマル
「メカニマル」とは、動物型のロボットを指す。ここで紹介した他にも、アブラゼミ型・トンボ型・タヌキ型などがある。
カブト丸（カブトまる）
声 - 龍田直樹
カブトムシ型のメカニマル。ロボッチの右耳のダイヤルを回すとやってくる。一般的なメカニマルより大きく、ロボッチを背中に乗せて、ジェットエンジンで空を飛べる。頭にはコクピットがあり、22話でクルミとうずらが、ラスト2話のワールドレースの時には、ロボッチとクルミが乗った。
ケロンパー
声 - 山田栄子
カエル型のメカニマル。左耳のダイヤルで召還。カエル飛びやカエル泳ぎで水上を走れる。こちらも背中にコクピットがある。
ホットドク
声 - 龍田直樹
警察犬型メカニマル。サチ子のパトロールのパートナーとして働く。
ニャンコ
声 - 三浦雅子
ネコ型のメカニマル。ネズミ捕りとして作られ、ジェット推進装置を装備しているが、ネズミが怖い。
ジャレガニ
カニ型のメカニマル、いつもはさみをならしてじゃれる。「ミニ・ジャレガニ」という子供がいる。
カラカラカラス
カラス型のメカニマル。空を飛び、郵便を配達してくれる。また狂言回し役も兼ねており、場面転換時に現れて、その場所を解説してくれる。山川村以外の場所でも登場。

### 山川村の人々
Dr.デコ（どくたー デコ）
声 - 増岡弘
ロボッチを始め、全てのサイボットやメカニマルを作った工学博士で、獣医でもある。本名は「デコ山ボコ太」（ - やま - た）。科学者の割にエッチで、サチ子が好きでいつも妄想している。サイボットやメカニマルの他に、スケスケマシンやドリームメーカーなどの発明が得意だが、その大半はサチ子に関する物が多い。
普段はサイボット達とポッポハウスに暮らしているが、サイボット達がもっと遊べるように、「サイボットランド」という遊園地を造ろうとする夢がある。
雪野 クルミ（ゆきの クルミ）
声 - 川浪葉子
ロボッチと仲の良い少女で、小学5年生。人間なのにサイボットに対する差別意識が無く、明るくて優しい。その明るさは、ハイブローメカの「ネクラ光線」が彼女のみ効かなかったほど。私服はホットパンツが多い。
雪野 サチ子（ゆきの サチこ）
声 - 山田栄子
クルミの姉であるミニスカート女性警察官。村では唯一の警察官で、いつも専用バイク「スーパーサチコスペシャル」でパトロールをしている。行動派で、合気道と格闘技が得意。抜群の美貌と超ナイスバディ（特に豊満なバストと脚線美）を誇り、デコ・ロボッチ・のぞ木を始め、様々な男性からも好かれているが、本人は男性には全く興味が無い。制服はミニだが、私服はクルミ同様ホットパンツ。
なお、ロボッチとデコが江戸時代にタイムスリップした33話では、彼女の先祖と思われる女忍者が登場（声は同じ山田栄子）。サチ子に勝るとも劣らない超美貌&超ナイスバディで、レオタード調の忍者装束を装着していた。　
雪野 風念（ゆきの ふうねん）
声 - 緒方賢一
クルミとサチ子の祖父で、村の寺「蛮々寺」（ばんばんじ）の和尚。ほら吹きが好きで、「ほら吹き和尚」というあだ名がある。
生倉 竹光（なまくら たけみつ）
声 - 上田敏也
山川村の村長。欲深でお金儲けが好きな性格。ロボット嫌いで、いつも珍騒動ばかり起こしているロボッチやデコを、村から追い出そうとしている。しかし「サイボットランド」建築には、村おこしのために賛成しているらしい。モモエという妻がいる。
生倉 松男（なまくら まつお）
声 - たてかべ和也
村長の息子でガキ大将。竹次（たけじ）、梅吉（うめきち）、杉太（すぎた）の3人が子分。クルミが好きで、そのクルミにいつも付き合っているロボッチにライバル意識があり、野球勝負などをしている。しかし後期になってからは、一緒に行動するようになった。
生倉 うずら（なまくら うずら）
声 - 三浦雅子
松男の妹。語尾に「〜じゃ」を付ける。ロボッチにスカートをめくられて以来、ロボッチに一目惚れしており、いつもロボッチと共に行動しているクルミをライバル視している。
とびげり婆さん
声 - 龍田直樹
村で｢とびげり屋｣という雑貨屋を営む婆さん。年の割にサチ子並みに行動派で、激怒するとすぐ飛び蹴りをお見舞いする。三五郎（さんごろう）という息子と、ひじうち婆さんという妹がいる。

### 悪党

#### 産業スパイ3人組
ボス
産業スパイ3人組のリーダーで、元FBI。ロボッチの設計図を狙うも、いつもロボッチやサチ子に邪魔される。
ベン
3人組の手下。小柄だが残忍。
ビル
同じく3人組の手下。プロレスラー並みの怪力を誇る巨漢。運転も多い。

#### ハイブロー一味
ハイブロー
声 - 梅津秀行
21話から登場した、悪の天才科学者。火山島に秘密基地を構え、偶然見つけたロボッチとデコの明朗さに引かれ、彼らを宿敵として狙い、様々なメカを作ってロボッチ達に挑む。
見かけは二枚目だがその割に間抜けで、詰めの甘さで負けてしまう事が多い。やがて36話のラストで、自らをサイボーグとしてしまう。
ナンシー
声 - 猪瀬明子
ハイブローが作ったアンドロイドである秘書。色白で、常にピンク色のスーツを着用している。女性のような喋り方だが性別は男。
シルビア
声 - 溝口綾
同じくハイブローが作ったアンドロイド秘書。ナンシーと違い色黒の女性型で、露出度の高い服を常着している。アフロヘア。ナンシーとコンビで行動する事もある。

## スタッフ
- 企画制作 - 西野聖市
- 原作 - 石川賢、安藤豊弘
- キャラクターデザイン - ダイナミック企画
- 作画監督 - 鈴木孝夫、穐山昇
- 美術監督 - 番野雅好
- 撮影監督 - 森口洋輔
- 音楽 - 入江純
- 総監督 - 岡迫和之
- 助監督 - 神井裕行（第1話 - 第21話）
- プロデューサー - 江津兵太（テレビ東京）、戸井田博史
- 音響 - プロセンスタジオ（第1話 - 第29話） → 映広音響（第30話 - 第39話）
- 効果 - 片岡陽三（E&M）
- 編集 - 米内山順子、塩崎久子（第22話 - 第39話）
- 現像 - 東京現像所
- 製作 - テレビ東京、ナック

## 主題歌
オープニングテーマ - 『サイボット ロボッチ』
歌・作詞 - 砂東由香利 / 作曲 - 織田哲郎 / 編曲 - 入江純
エンディングテーマ - 『わい わい わい…』
歌・作詞 - 砂東由香利 / 作曲・編曲 - 入江純
※両曲を収録したEPレコードは、キングレコードから発売された。

## 各話リスト
| 話数   | サブタイトル                         | 脚本       | 絵コンテ   | 演出       | 放送日         |
| ------ | ------------------------------------ | ---------- | ---------- | ---------- | -------------- |
| 第1話  | 出たハチャメチャロボッチ             | 安藤豊弘   | 岡迫和之   | 岡迫和之   | 1982年 10月7日 |
| 第2話  | ズッコケ サイボット狩り              | 安藤豊弘   | 吉田浩     | 吉田浩     | 10月14日       |
| 第3話  | どっち勝っち 野球ち!                 | 咲坂比呂志 | 秦泉寺博   | 原田伊佐央 | 10月21日       |
| 第4話  | 恋のハートパンツ                     | 安斉あゆ子 | 後藤みゆき | 神井裕行   | 10月28日       |
| 第5話  | ダーリン救出大作戦                   | 吉田進     | 吉田浩     | 吉田浩     | 11月4日        |
| 第6話  | テング山お化け騒動                   | 安藤豊弘   | 秦泉寺博   | 原田伊佐央 | 11月11日       |
| 第7話  | 台風一過サーカスのワナ               | 咲坂比呂志 | 吉田浩     | 吉田浩     | 11月18日       |
| 第8話  | 大混戦マラソンだっち                 | 咲坂比呂志 | 後藤みゆき | 小島正幸   | 11月25日       |
| 第9話  | パニックイン山川村                   | 安斉あゆ子 | 吉田浩     | 神井裕行   | 12月2日        |
| 第10話 | 宝の島で冒険だっち                   | 咲坂比呂志 | 吉田浩     | 吉田浩     | 12月9日        |
| 第11話 | スキー大好き                         | 安斉あゆ子 | 笠原達也   | 笠原達也   | 12月16日       |
| 第12話 | 翔んだクリスマスケーキ               | 咲坂比呂志 | 吉田浩     | 吉田浩     | 12月23日       |
| 第13話 | ロボッチの格闘技NO.1                 | 園田英樹   | 平村文浩   | 原田伊佐央 | 12月30日       |
| 第14話 | ハチャメチャ映画騒動                 | 吉田進     | 神井裕行   | 原田伊佐央 | 1983年 1月6日  |
| 第15話 | おかしなUFO宇宙人                    | 安藤豊弘   | 大町繁     | 小島正幸   | 1月13日        |
| 第16話 | ロボッチのお見合い大作戦             | 安斉あゆ子 | 網野哲郎   | 笠原達也   | 1月20日        |
| 第17話 | 山川村はパラダイスだっち             | 園田英樹   | 大町繁     | 井上修     | 1月27日        |
| 第18話 | 迷探偵ロボッチ登場                   | 吉田進     | 石川康夫   | 石川康夫   | 2月3日         |
| 第19話 | 恐怖のドリームメーカー               | 園田英樹   | 斉藤起己   | 井上修     | 2月10日        |
| 第20話 | またも挑戦 涙の野球                  | 咲坂比呂志 | 大町繁     | 小島正幸   | 2月17日        |
| 第21話 | 男の勝負だ美人コンテスト             | 園田英樹   | 網野哲郎   | 笠原達也   | 2月24日        |
| 第22話 | SOS奪われたロボッチ                  | 菅良幸     | 吉田浩     | 吉田浩     | 3月2日         |
| 第23話 | 狙われた アンドロイド                | 咲坂比呂志 | 石川康夫   | 石川康夫   | 3月9日         |
| 第24話 | 激走山川村グランプリ                 | 吉田進     | 小島正幸   | 小島正幸   | 3月16日        |
| 第25話 | 謎の黄金鳥伝説                       | 菅良幸     | 吉田浩     | 吉田浩     | 3月23日        |
| 第26話 | 浦島次郎物語                         | 吉田進     | 網野哲郎   | 笠原達也   | 3月30日        |
| 第27話 | ロボッチの冒険旅行                   | 吉田進     | 吉田浩     | 吉田浩     | 4月6日         |
| 第28話 | ハレンチ透明マシンだっち             | 咲坂比呂志 | 石川康夫   | 石川康夫   | 4月13日        |
| 第29話 | 雲の上の鬼退治だっち                 | 吉田進     | 小松和彦   | 吉田浩     | 4月20日        |
| 第30話 | ビックな男がやって来たっち           | 園田英樹   | 網野哲郎   | 笠原達也   | 4月27日        |
| 第31話 | 友情のカンニング作戦                 | 安斉あゆ子 | 吉田浩     | 吉田浩     | 5月4日         |
| 第32話 | ロボッチの冒険旅行パートII           | 菅良幸     | 石川康夫   | 石川康夫   | 5月11日        |
| 第33話 | 時を駈けるロボッチ                   | 園田英樹   | 後藤みゆき | 笠原達也   | 5月18日        |
| 第34話 | 恐怖の誕生日（バースデー）パーティー | 安斉あゆ子 | 木下ゆうき | 原田伊佐央 | 5月25日        |
| 第35話 | 逆転、栄光のゴールだっち             | 咲坂比呂志 | 吉田浩     | 吉田浩     | 6月1日         |
| 第36話 | ハイブローよ永遠（とわ）に           | 園田英樹   | 石川康夫   | 石川康夫   | 6月8日         |
| 第37話 | エッチな鼠をやっつけろ               | 咲坂比呂志 | 吉田浩     | 吉田浩     | 6月15日        |
| 第38話 | 激突ワールドレースだっち             | 菅良幸     | 後藤みゆき | 原田伊佐央 | 6月22日        |
| 第39話 | 夢のサイボットランドだっち           | 吉田進     | 岡本良雄   | 石川康夫   | 6月29日        |

## 放送局
出典は中国放送、九州朝日放送と個別に提示されているものを除き、右記のものを使用する。
| 放送地域       | 放送局         | 放送日時 | 放送系列               | 備考                          |
| -------------- | -------------- | --- | ---------------------- | ----------------------------- |
| 関東広域圏     | テレビ東京     | 木曜 19:00 - 19:30（1982年10月7日 - 1983年2月24日） → 水曜 19:30 - 20:00（1983年3月2日 - 6月29日）                                                                                      | テレビ東京系列         | 製作局                        |
| 大阪府         | テレビ大阪     | 木曜 19:00 - 19:30（1982年10月7日 - 1983年2月24日） → 水曜 19:30 - 20:00（1983年3月2日 - 6月29日）                                                                                      | テレビ東京系列         |                               |
| 北海道         | 札幌テレビ     | 木曜 17:00 - 17:30（1982年10月21日 - 12月23日） → 水曜 17:00 - 17:30（1982年12月29日のみ） → 金曜 17:00 - 17:30（1983年1月14日 - 3月25日） → 日曜 8:30 - 9:00（1983年4月3日 - 7月24日） | 日本テレビ系列         |                               |
| 青森県         | 青森テレビ     | 月曜 - 金曜 17:00 - 17:30 | TBS系列                | 1983年に放送                  |
| 宮城県         | ミヤギテレビ   | 金曜 17:00 - 17:30 土曜 7:45 - 8:15（1983年5月時点） | 日本テレビ系列         |                               |
| 福島県         | 福島テレビ     | 月曜 16:50 - 17:20（1983年3月21日まで） 月曜 17:00 - 17:30（1983年3月28日から） | TBS系列 フジテレビ系列 | 1983年4月からフジテレビ系単独 |
| 新潟県         | 新潟総合テレビ | 日曜 6:35 - 7:05 | フジテレビ系列         |                               |
| 山梨県         | テレビ山梨     | 日曜 6:15 - 6:45 | TBS系列                |                               |
| 静岡県         | テレビ静岡     | 金曜 19:00 - 19:30 | フジテレビ系列         |                               |
| 奈良県         | 奈良テレビ     | 木曜 19:00 - 19:30 | 独立UHF局              |                               |
| 和歌山県       | テレビ和歌山   | 木曜 19:00 - 19:30 | 独立UHF局              |                               |
| 広島県         | 中国放送       | 金曜 17:30 - 18:00 | TBS系列                |                               |
| 香川県・岡山県 | 西日本放送     | 土曜 17:00 - 17:30 | 日本テレビ系列         |                               |
| 福岡県         | 九州朝日放送   | 土曜 6:30 - 7:00 | テレビ朝日系列         |                               |

## 漫画
- 小学一年生　作画：安田タツ夫とダイナミックプロ
- 小学二年生　作画：はまだよしみとダイナミックプロ
- てれびくん　作画：高島茂とダイナミックプロ
- よいこ　作画：安田タツ夫とダイナミックプロ
- 小学館の幼稚園